# 渡辺浩一郎
渡辺 浩一郎 （渡邉 浩一郎、わたなべ こういちろう、1944年5月31日 ‐ ）は、日本の政治家、建築家、工学博士。
衆議院議員（2期）、日本新党両院議員総会長、新党きづな幹事長、自由党東京都連会長などを歴任した。　

## 経歴
1944年5月31日生まれ。1960年3月、東京学芸大学附属小金井中学校を卒業。1963年3月、東京学芸大学附属高等学校を卒業。1968年3月、日本大学理工学部建築学科を卒業。同年4月、東京大学工学部都市工学科の丹下健三研究室の研究生になる。
1970年4月大成建設本社建設設計本部建築設計課に勤務する。1974年3月に一級建築士を資格取得する。
1979年3月、日本大学大学院理工学研究科建築学専攻して工学博士号取得する。同年4月から財団法人東京都海洋環境保全協会に勤務する。
1987年から藤井裕久前参議院議員の秘書を務める（藤井は1990年の第39回衆議院議員総選挙で衆議院へ鞍替えし、当選）。
1990年3月から衆議院議員藤井裕久事務所所長になる。
1993年の第40回総選挙に旧東京7区から日本新党公認で立候補し初当選する。
1994年10月から日本新党両院議員総会会長・衆議院建設委員会理事を務める。
1994年12月の日本新党解党から新進党結党に参加する。
1996年の第41回衆議院議員総選挙に新進党公認で東京19区から立候補するが、次点で落選した。
（新進党は加藤六月のような例外を除き、重複立候補を認めなかった）。
1997年の新進党解党後は自由党に所属した。
2000年6月の第42回衆議院議員総選挙で東京19区に自由党から立候補し落選。
2003年の民由合併以降は民主党に所属している。民主党入党後は選挙区調整に伴い、2005年の第43回衆議院議員総選挙の1ヶ月前、東京11区への国替えが決定。直前での選挙区変更で臨んだ東京11区から立候補するが落選した。
2009年8月、新党日本との選挙協力に伴い第45回衆議院議員総選挙では比例東京ブロック単独候補として立候補し、13年ぶりに国政復帰を果たした。
2011年2月17日、新会派「民主党政権交代に責任を持つ会」の立ち上げを発表する記者会見に参加し、同会派の会長に就任。離脱表明時は民主党会派として衆議院国家基本政策委員会理事という役職に就いている。
2011年2月28日の中井洽衆議院予算委員長解任決議や2011年度予算案の採決では、会長としては各自の自主判断として欠席した（解任決議のみ15人欠席で1人出席）。民主党常任幹事会によって党倫理委員会への諮問を経て6か月間の党員資格停止処分となる。
2011年12月28日、民主党に離党届を提出（民主党は2012年2月7日の常任幹事会で離党届を受理せず除籍処分とすることを決定した）。2012年1月、新党きづなの結党に参加し、同幹事長に就任。
2012年7月、新党きづなと国民の生活が第一で統一会派を結成する。同年11月15日に新党きづなは解党されて国民の生活が第一へ合流する。さらに、同年12月16日に国民の生活が第一は日本未来の党へ合流した。
2012年の第46回衆議院議員総選挙では日本未来の党公認で東京19区から立候補したが落選、供託金を没収された。
2012年12月27日に日本未来の党から分党し、生活の党を結成し生活の党 東京都第19区総支部長になる。
2015年1月から生活の党と山本太郎となかまたち東京都第19区総支部長になる。2016年11月より自由党東京都連会長。2019年より国民民主党東京都連副会長。2020年に立憲民主党に合流した。
2024年11月の秋の叙勲で、旭日中綬章を受章した。

## 活動
- 2009年11月26日、東京・永田町の衆議院第1議員会館で、在日本大韓民国青年会や在日本大韓民国民団が主催する「永住外国人の地方参政権法案の早期立法化を求める11・26緊急院内集会」に、末松義規・小川敏夫・手塚仁雄・初鹿明博・白眞勲・近藤正道・魚住裕一郎・鰐淵洋子・笠井亮と共に参加し、在日外国人の参政権法案を成立させる決意表明をした[15]。